# 小行星8394
小行星8394（英語：8394）是一颗围绕太阳公转的小行星。1993年10月13日，亨利·E·霍爾特在帕洛马山发现了此天体。
这颗小行星的绝对星等为295.3669304017833等。